# Marco Terrazzino
Marco Terrazzino (Mannheim, 15 aprile 1991) è un calciatore tedesco di origine italiana, attaccante del Wuppertal.

## Biografia
Terrazzino è figlio di emigrati siciliani di Agrigento.

## Carriera

### Club
Proveniente dalle giovanili della squadra della sua città, il Neckarau, viene acquistato dall'Hoffenheim nel 2007. Debutta in una gara ufficiale nel 2008. All'inizio della stagione 2011-2012 passa al Karlsruhe. Durante il mercato estivo il club teutonico del Friburgo ne ufficializza l'acquisto. Nel 2014 passo al Bochum dove colleziona 60 presenze e 10 gol in 2 anni e nel 2016 venne acquistato nuovamente dall'Hoffeneiem e solamente un anno dopo dal Friburgo. Nel 2020 passo nel Dinamo Dresda in prestito mentre nel 2020 venne ceduto a titolo definitivo al Paderbon e nel 2021 al Lechia Gdansk in Polonia dove ha partecipato nei preliminari di Conference League nel 2022.

### Nazionale
Ha giocato nelle nazionali giovanili tedesche Under-18, Under-19 ed Under-20.

## Palmarès

### Individuale
- Fritz-Walter-Medaille: 1

2009 (Under-18)